# Levasy
La ville de Levasy est située dans le comté de Jackson, dans l’État du Missouri, aux États-Unis. Sa population s’élevait à 83 habitants lors du recensement de 2010.

## Source
- (en) Cet article est partiellement ou en totalité issu de l’article de Wikipédia en anglais intitulé « Levasy, Missouri » (voir la liste des auteurs).

1. ↑  « Population and Housing Unit Estimates » (consulté le 9 juin 2017)
2. ↑  « Census of Population and Housing », Census.gov (consulté le 4 juin 2015)